# Czastuszka
Czastuszka (przyśpiewka, krótka piosenka) – gatunek rosyjskiego folkloru, powstały w 1870 roku. Termin „czastuszka” został wprowadzony przez pisarza G.I. Uspienskiego w felietonie „Nowe pieśni narodowe” (1889 r.), uwzględniającym charakterystykę narodowych wierszyków. Źródła czastuszki – przyśpiewki do zabawy i tańca, „zbiorowe” pieśni w korowodzie, rymowanki dla dzieci, ślubne rymowane wierszyki i miejskie pieśni. Dla czastuszki charakterystyczna jest aktualność tematyki, zwięzłość, niespodziewane metafory i rytm, śpiewno-recytatywny typ melodii, improwizacja na podstawie stałych form muzykalnych.
W wersji A.A. Szachmatowa, nazwa czastuszki pochodzi od czasownika „paplać” ze znaczeniem „szybko mówić do częstych taktów muzycznych”; druga interpretacja umotywowania nazwy – „to, co często powtarzają”.

## Charakterystyka czastuszki
Czastuszki tworzone są przede wszystkim przez wiejską młodzież, wykonywane są one całymi seriami w jednej melodii podczas spacerów przy akompaniamencie harmonii, bałałajki lub też bez muzycznej asysty. Główny emocjonalny ton – majorowy. Główną tematyką jest tematyka miłosno-życiowa, jednakże już w okresie przewrotu październikowego w 1917 r. pojawiają się czastuszki o społecznej treści (częściej z ironicznym zabarwieniem); w okresie sowieckim znacząco zwiększa się ich ilość na tle wszystkich czastuszek a ich zakres tematyczny ulega poszerzeniu. Będąc odpowiedzią na codzienne wydarzenia, czastuszka zwykle powstaje jako poetyczna improwizacja. Charakterystyczne dla niej są zwroty do określonej osoby lub słuchaczy, bezpośredniość wypowiedzi, realistyczność, ekspresja. Pod wpływem folklorystycznych czastuszek powstała czastuszka literacka (D. Biednyj, W.W. Majakowski, A.A. Prokofiew i in.).
Tekst czastuszki – zwykle jest to czterowiersz trocheiczny, w którym rymują się druga i czwarta zwrotka (czasami wszystkie zwrotki rymują się krzyżowo). Charakterystyczną cechą języka czastuszki jest wyrazistość i bogactwo środków językowych często wychodzących poza ramki języka literackiego. Często czastuszka wykonywana jest przy akompaniamencie harmonii i bałałajki. Podstawą muzyczną czastuszki są krótkie jednoczęściowe, a rzadziej dwuczęściowe melodie wykonywane w połowie za pomocą gwary lub śpiewu.

## Historia pojawienia się czastuszki
Istnieją fakty świadczące o występowania króciutkich piosenek, zbliżonych do czastuszek w XVIII w. i pierwszej połowie XIX w., jednak nie są one przekonujące. Jednakże metoda badania tekstów folklorystycznych, związana z próbą stosunkowo dokładnego datowania czasu ich pochodzenia, na podstawie dat ich pierwszych publikacji, nie może w pełni odnosić się do folkloru i dlatego nie jest podstawą odniesienia czasu powstawania tych lub innych gatunków folkloru do okresu nie wcześniejszego niż XVIII w. Dlatego przyjęło się uważać, że czastuszka pojawiła się w połowie XIX w. w męskim środowisku i jej największy rozwój przypada na okres po ukształtowaniu się władzy sowieckiej. Poprzednikami czastuszki były pieśni do zabawy i tańca nazywane „częstymi”.
Początkowo czastuszki nie uznawano za gatunek artystyczny twórczości narodowej, uważano, że zepsuje ona i zniszczy pieśń narodową. Ostro na ten temat wypowiadał się wielki śpiewak rosyjski Fiodor Szalapin. W swojej książce „Tonacja” znany pisarz W.I. Biełow przytacza jedną z wypowiedzi F.I. Szalapina: „…Co się z nim stało (narodem), że zapomniał pieśni i zaśpiewał tę czastuszkę, to nieprzyjemne, nieznośnie pozbawione talentu bezguście? Ta przeklęta niemiecka harmonika, którą z taką miłością trzyma pod pachą jakiś robotnik w wolny dzień? Wyjaśnić tego nie mogę. Wiem tylko jedno, że ta czastuszka – to nie pieśń, а sroka, i nawet nienaturalna a bezwstydnie pokolorowana. A jak dobrze śpiewali. Śpiewali w polu, nad rzeczką, w lasach, w chatach przy pochodni...”.
W XX w. ostrość i oryginalność melodii czastuszek przyciągnęła uwagę kompozytorów. Stworzono wiele oryginalnych odautorskich dzieł w tym gatunku. Teraz czastuszka żyje pełnowartościowym, twórczym życiem, zajmuje znaczące miejsce w kulturze rosyjskiej narodowej pieśni.
Czastuszki całkowicie nie występują nad Donem, ponieważ kozacy odnosili się lekceważąco do rosyjskich chłopów (od „łapti” – ros. buty z wikliny), dlatego też nie przejmowali gatunku czastuszki. „Czastuszka” została wprowadzona do słowników wielu języków bez tłumaczenia, tak jak słowa „samowar” i „matrioszka”, które w słownikach obcojęzycznych nie są tłumaczone.

## Różne nazwy czastuszki
Istnieje wiele melodii czastuszek. Często tekst czastuszki śpiewają z tym samym, znanym motywem. Tymczasem w każdym obwodzie, prawie w każdym rejonie można usłyszeć oryginalne niepodobne do innych melodie i akompaniamenty. W różnych obwodach Rosji czastuszki były nazywane w rozmaity sposób: prigudki, przyśpiewki, stradanija, sbiruszki, pribaski, zawliekaszy, nieskładiechi, pieriepewki, skomoroszyna, taratorka, prochodnaja itd. Były i są one śpiewane w pojedynkę, w tańcu i w pracy. Czastuszki, w zależności od ich treści, śpiewane są szybko lub wolno.

## Rodzaje czastuszek
- Liryczne czastuszki (przyśpiewki) – czterowersowa czastuszka o różnej tematyce.
- Taneczne – czterowersowe przyśpiewki, różnią się one od lirycznych szczególnym rytmem, odpowiednim do tańca, wersy są krótsze niż w lirycznej czastuszkie. Odnoszą się do nich czastuszki typu: Jabłuszko, które pojawiły się na początku XX w. na Ukrainie, jako miłosne. W latach 1917–1920 tego typu czastuszki zyskały nową tematykę socjalno-polityczną.
- Stradanija – z reguły, dwuwersowe czastuszki o miłości – śpiewane są wolno, przeciągle. Śpiewano je nad Wołgą i w środkowym pasie Rosji. Na północy Rosji, Uralu, Syberii nie były one znane.
- Czastuszki, nazwane od zaśpiewki – „Semjonowna”. Są to dwuwersowe czastuszki ze szczególnie smutnym rytmem. Pojawiły się one w latach 30. XX w. W czastuszkach Semjonowna to cwana rosyjska baba. Na motywie „Semjonowny” w latach 30.–40. XX w. stworzono wiele bezwzględnych romansów.
- Matania – ze słowem „Matania” wykonawcy czastuszek zwracali się do swoich ukochanych, przy tym słowo tak często brzmiało zarówno w na początku pieśni, jak i w przyśpiewkach, że została po nim nazwana cała gatunkowa różnorodność. Ten czterostopniowy trochej, a także zwrotka „Matani” składają się z dwóch zwrotek i przyśpiewki[9][10].

## Tematyka czastuszek
Większość czastuszek jest o miłości, jednakże granica między czastuszką osobistą, życiową a społeczną, socjalną ma znaczenie całkowicie umowne. Można wydzielić następujące tematyki: miłosno-życiowe, społeczno-polityczne, wiejsko-kołchozowe dni powszednie o tematyce kołchozowo produkcyjnej z udziałem traktorzystów-mechaników. W latach władzy sowieckiej powodem do tworzenia czastuszek była sowiecka propaganda. W wielu czastuszkach demonstrowany był ogólnonarodowy los zdrowego cynizmu w odniesieniu do wszystkich perturbacji w kraju – w przeciwieństwie do narzucanej aktywności politycznej. Niekiedy w czastuszkach odzwierciedlano bieżące nowości. Niektóre czastuszki były natychmiastową i trafną reakcją na aktualne tematy. W tym czasie, w celu propagandy, wydawane były zbiory „ideologicznie poprawnych” czastuszek. Czastuszki tworzone były przez wszystkich – zarówno dorosłych, jak i dzieci. Po pieriestrojce, w roku 1990, pojawiły się czastuszki, w których wykorzystywano obcojęzyczne słowa. Na równi ze zmianami w kraju zmieniła się i tematyka czastuszek, jednak główną tematyką pozostały stosunki między mężczyzną a kobietą. Niektóre tematyki czastuszek zostały objęte cenzurą. W okresie przed władzą sowiecką do takiej właśnie tematyki odnosiła się religia. W epoce ZSRR większość czastuszek skoncentrowanych było na ostrej polityce lub seksualności. Wiele z nich zawiera nienormatywną leksykę.

## Symbolika koloru w czastuszce
W czastuszce kolor ma znaczenie symboliczne: czerwony – kolor siły, niebieski – kolor wątpliwości, żółty – kolor zdrady, czarny – kolor smutku, biały – kolor czystości i niewinności.